# Eclissi lunare del 27 luglio 2018

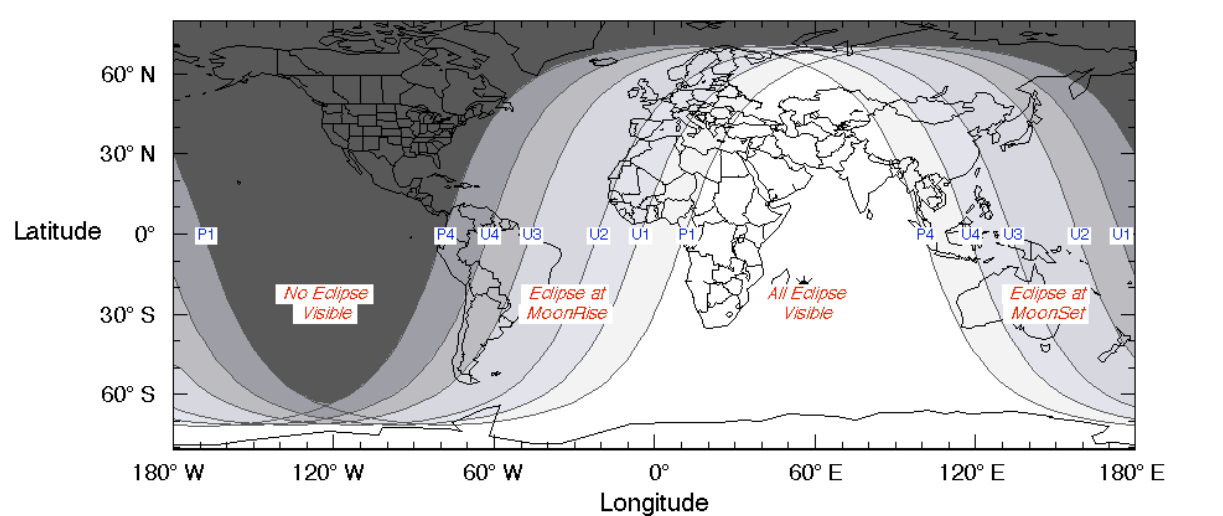
Visibilità nel mondo

L'eclissi del 27 luglio 2018 è stata un'eclissi lunare in cui la Luna è passata attraverso il centro dell'ombra terrestre, causando un'eclissi totale, la prima, dopo quella del 15 giugno 2011.
Poiché, al momento dell'eclissi, la luna era in un'orbita vicina al suo apogeo (quindi più lontana dalla Terra), si è osservata una luna più piccola del normale (fenomeno chiamato micromoon), dando a questa eclissi la durata maggiore tra tutte quelle stimate nel XXI secolo. Infatti, la fase dell'eclissi totale è durata all'incirca un'ora e 43 minuti, di poco al di sotto del limite teorico di un'eclissi lunare (un'ora e 47 minuti). La stima della durata della fase di penombra è stata calcolata in quattro ore.
È stata la seconda eclissi lunare del 2018, dopo quella del 31 gennaio. Questa eclissi ha coinciso con il fatto che Marte era nell'orbita più vicina alla Terra, combinazione che accade una volta ogni 25.000 anni.

## Galleria d'immagini

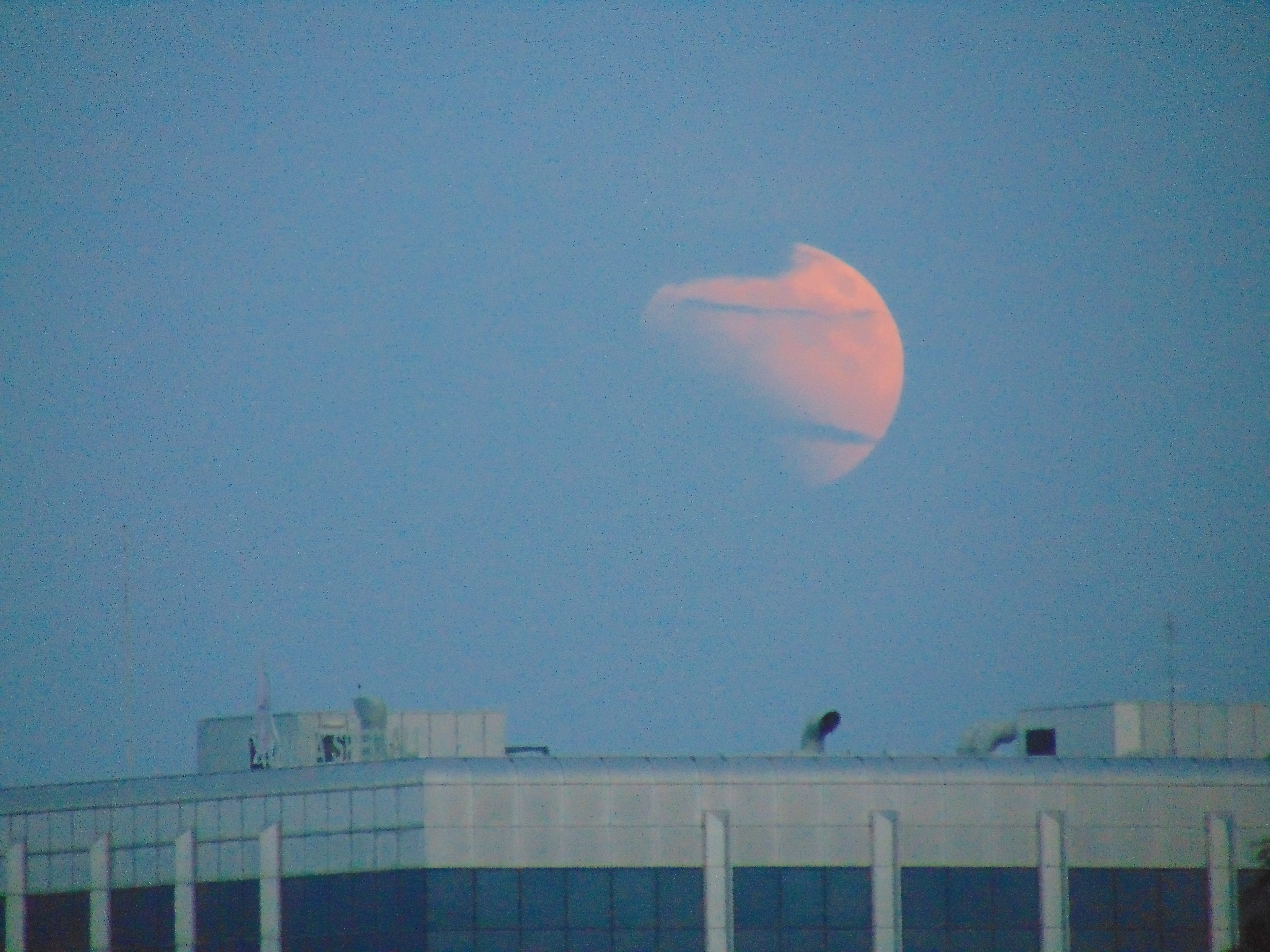
Roma, Italia
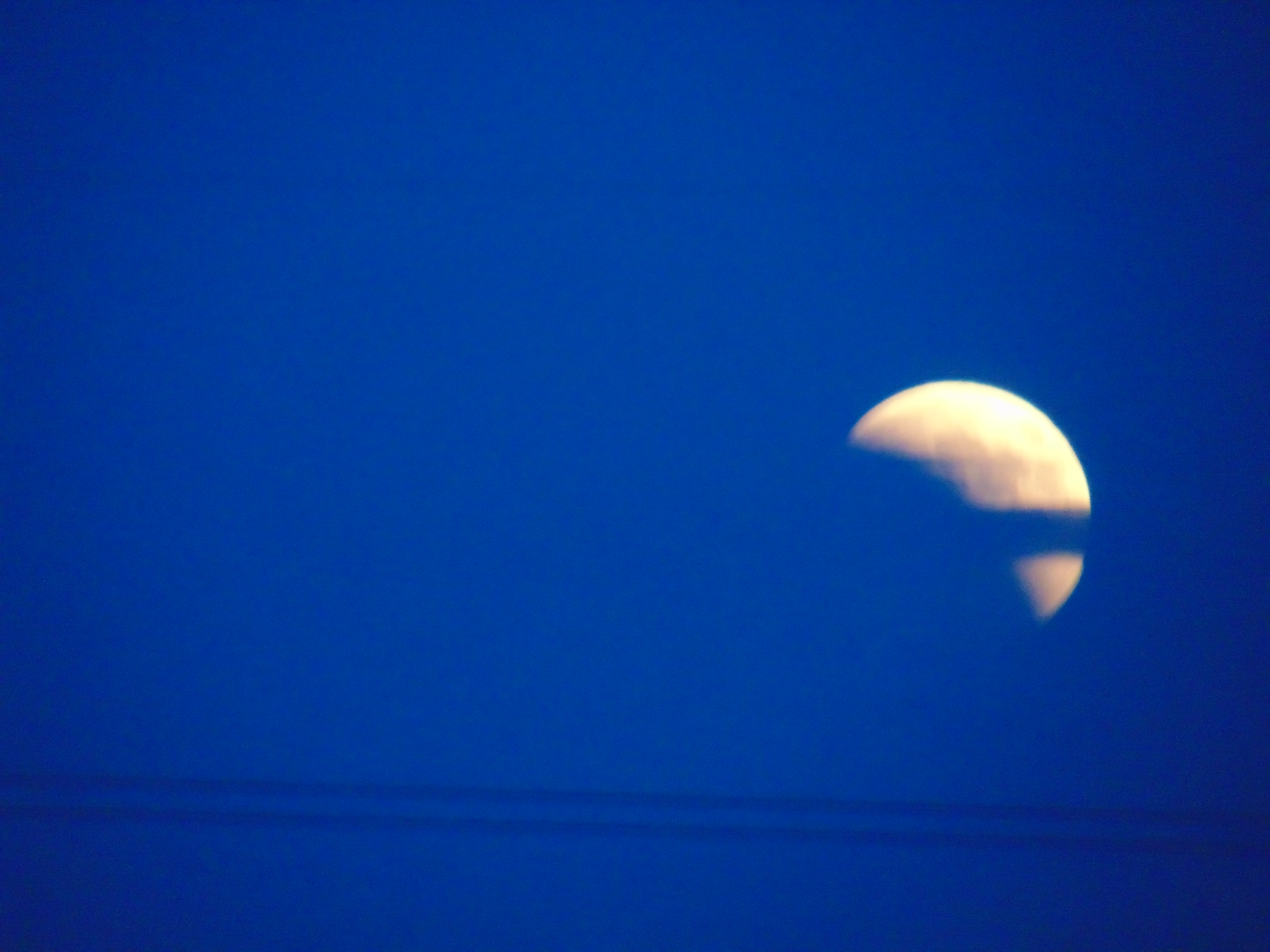
Roma, Italia
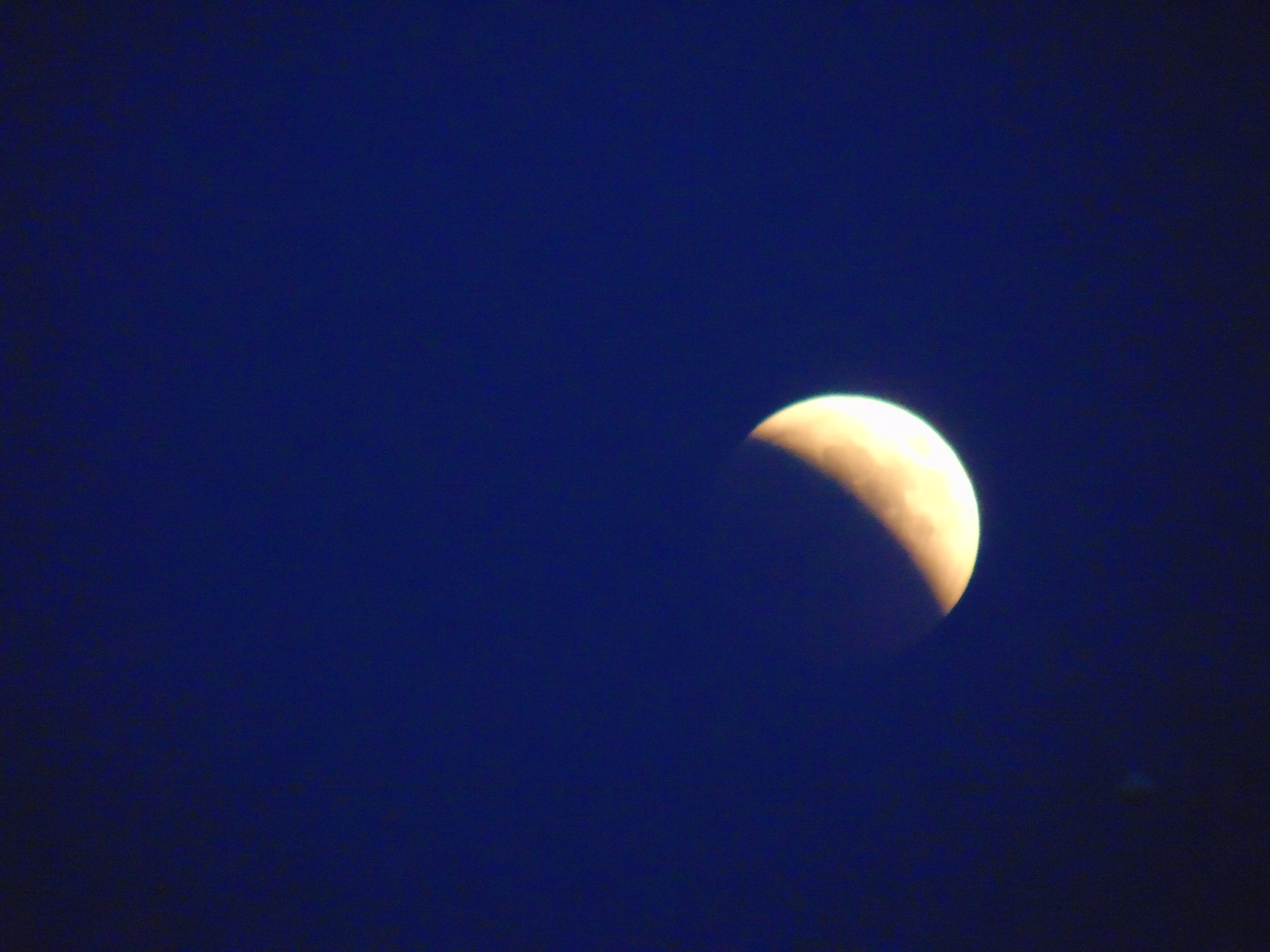
Roma, Italia
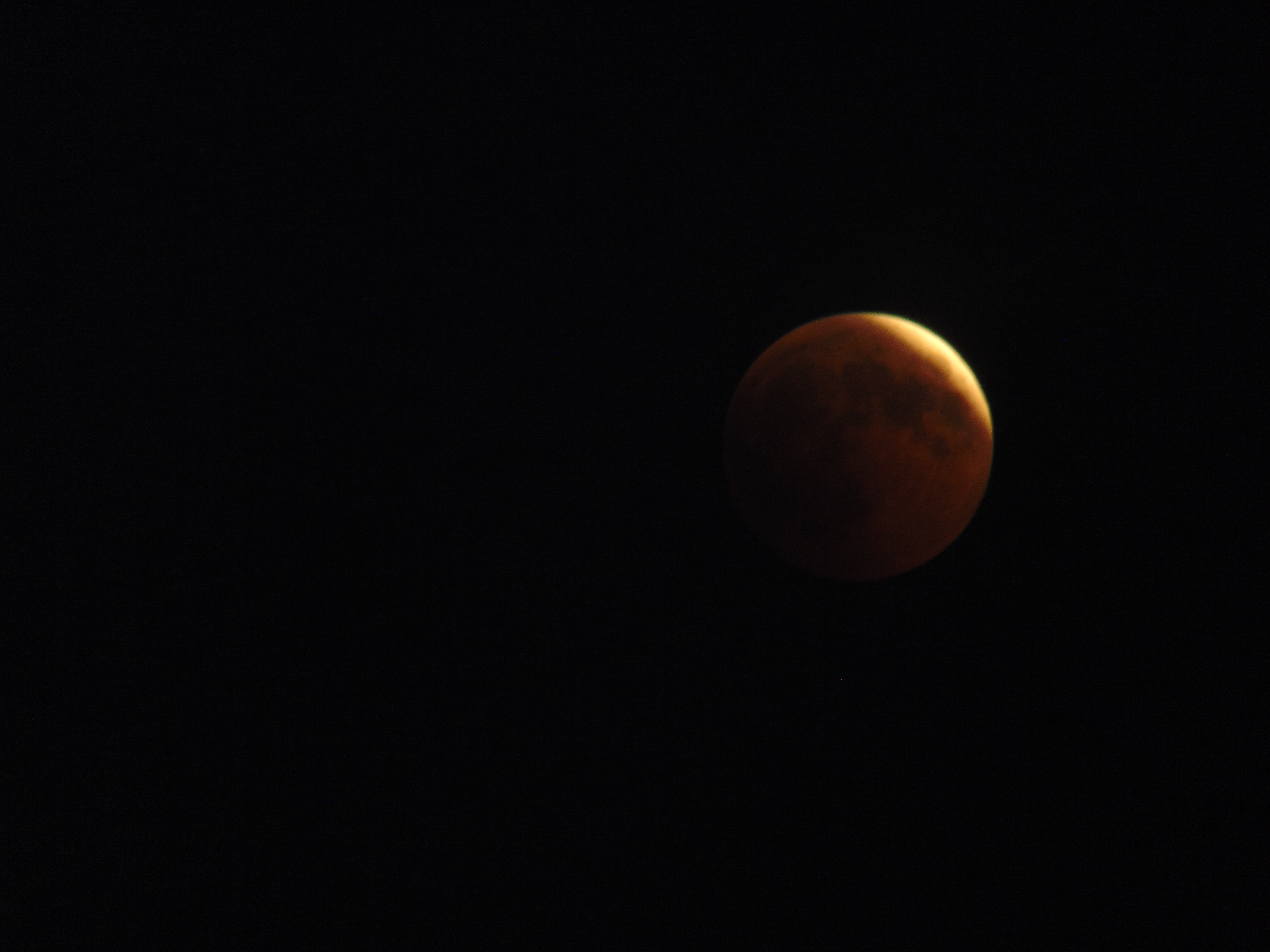
Roma, Italia
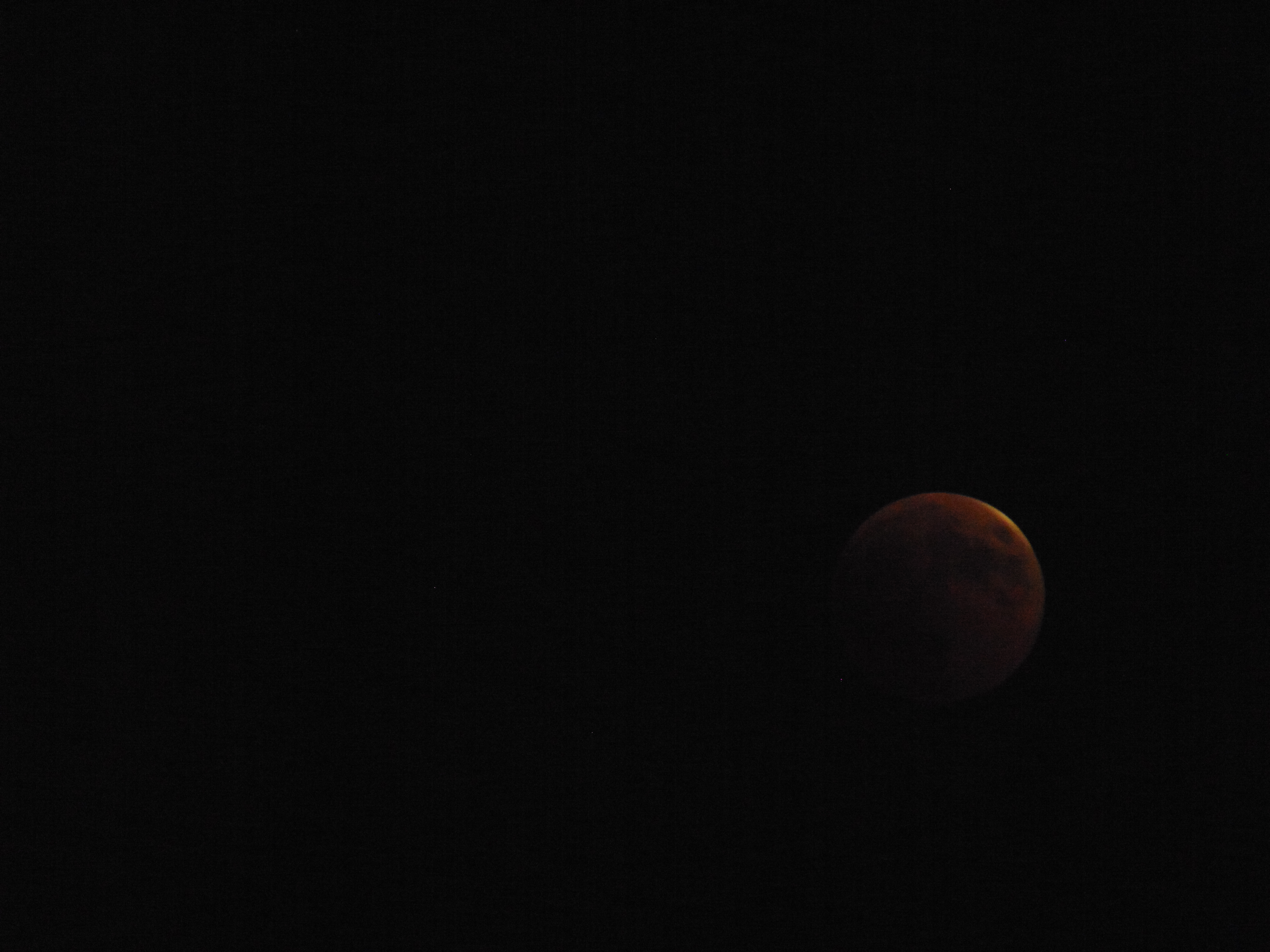
Roma, Italia
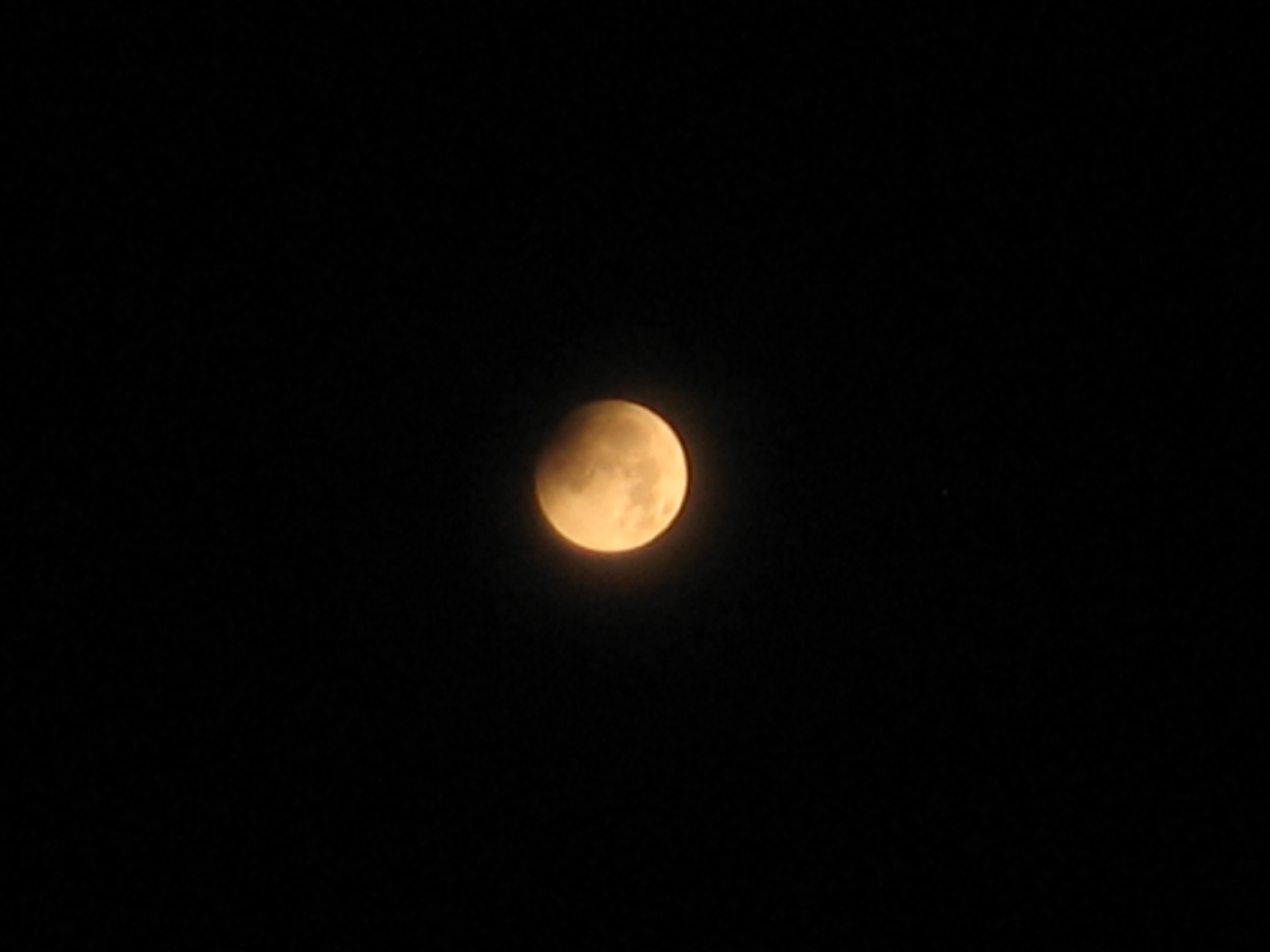
Nanjing, Cina
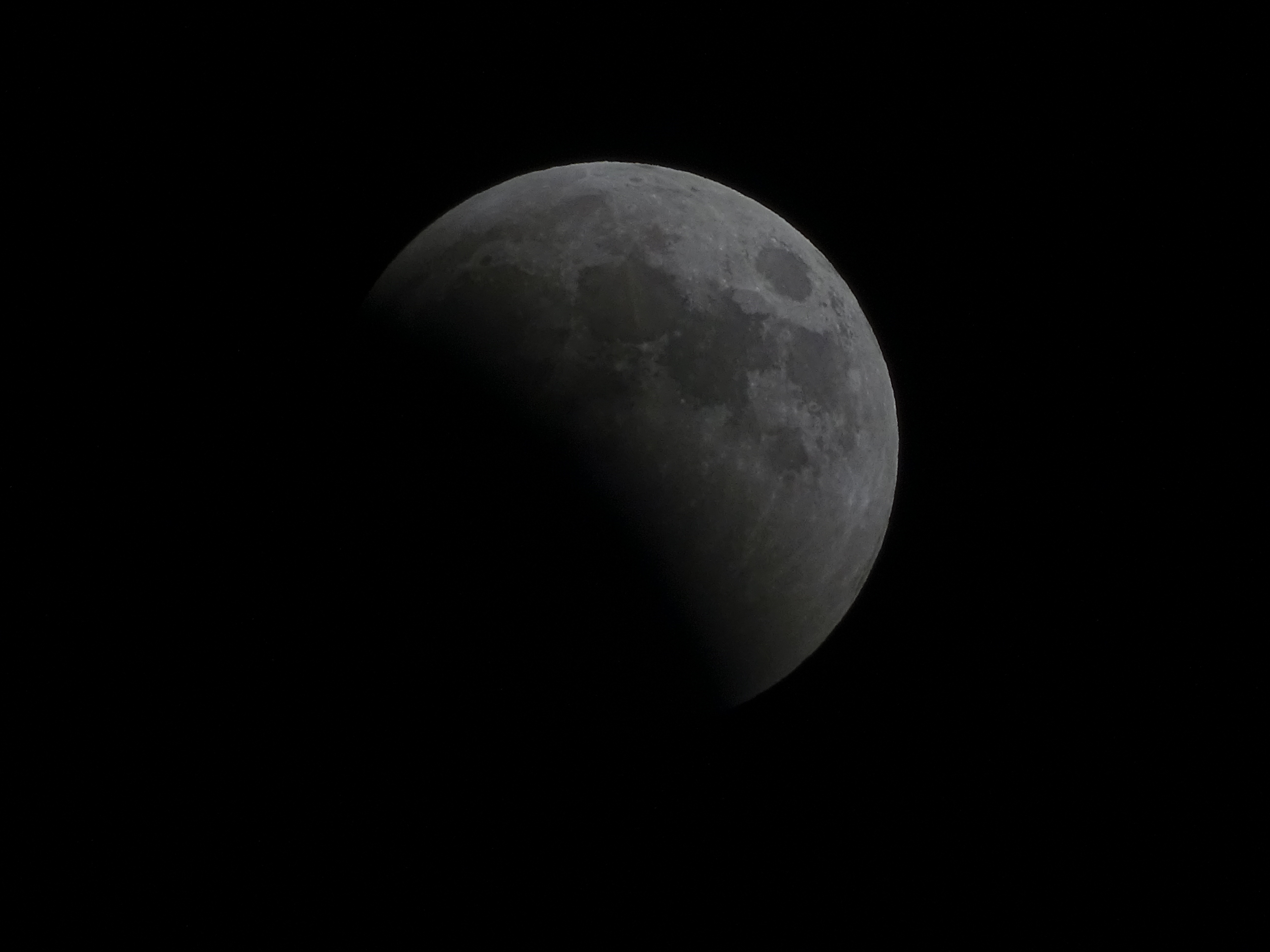
Atene, Grecia
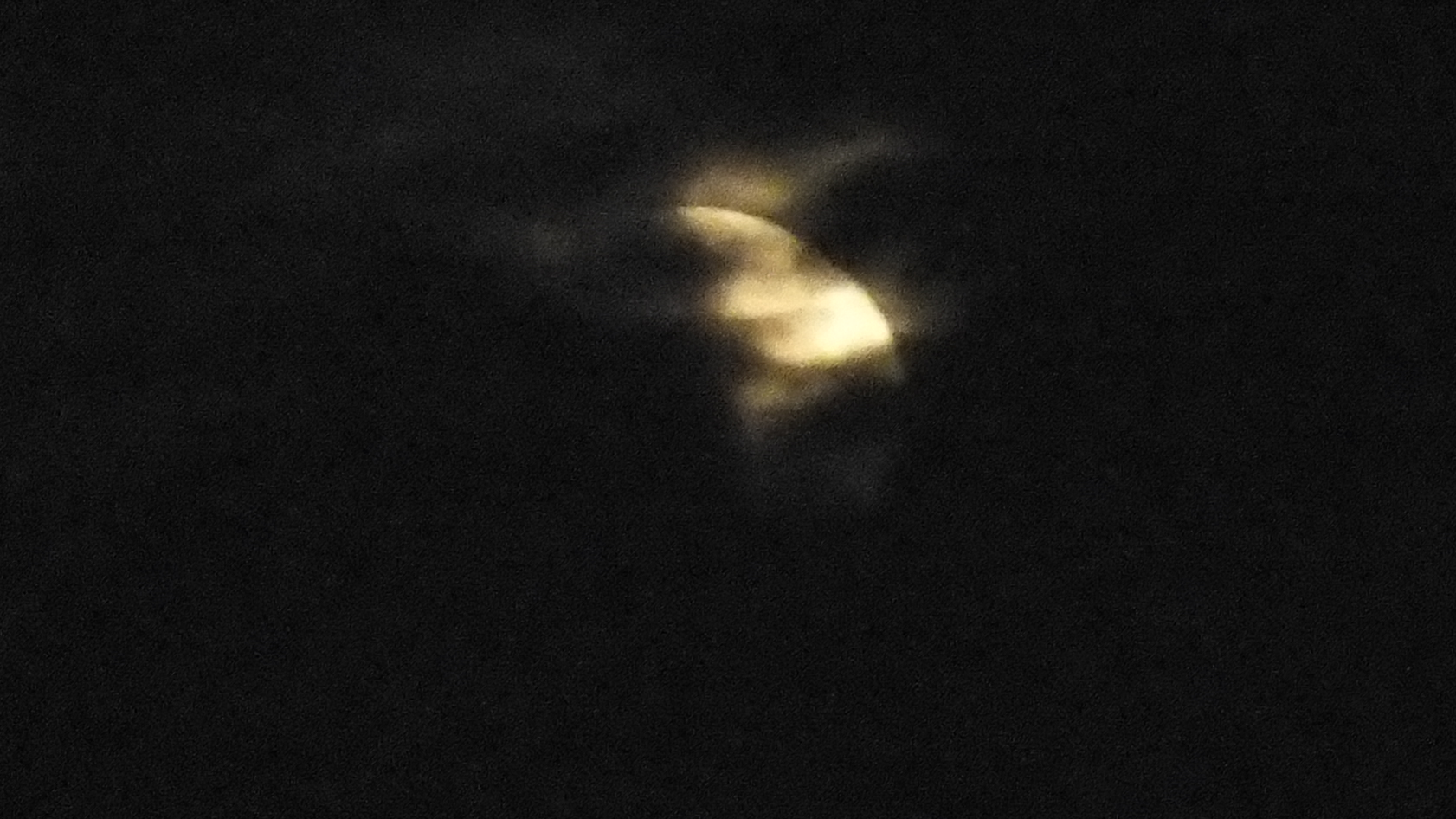
Mosca
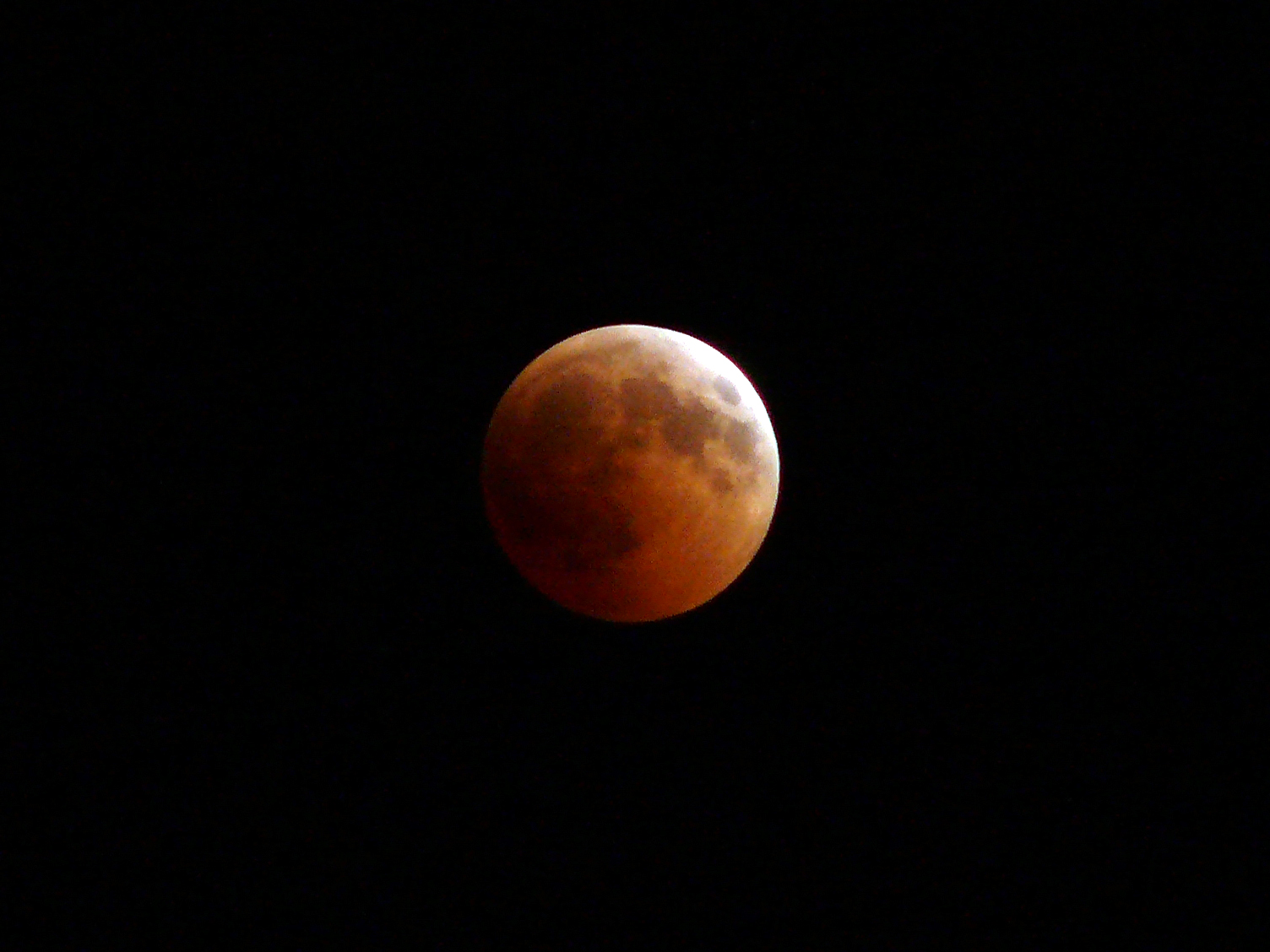
Limassol, Cipro
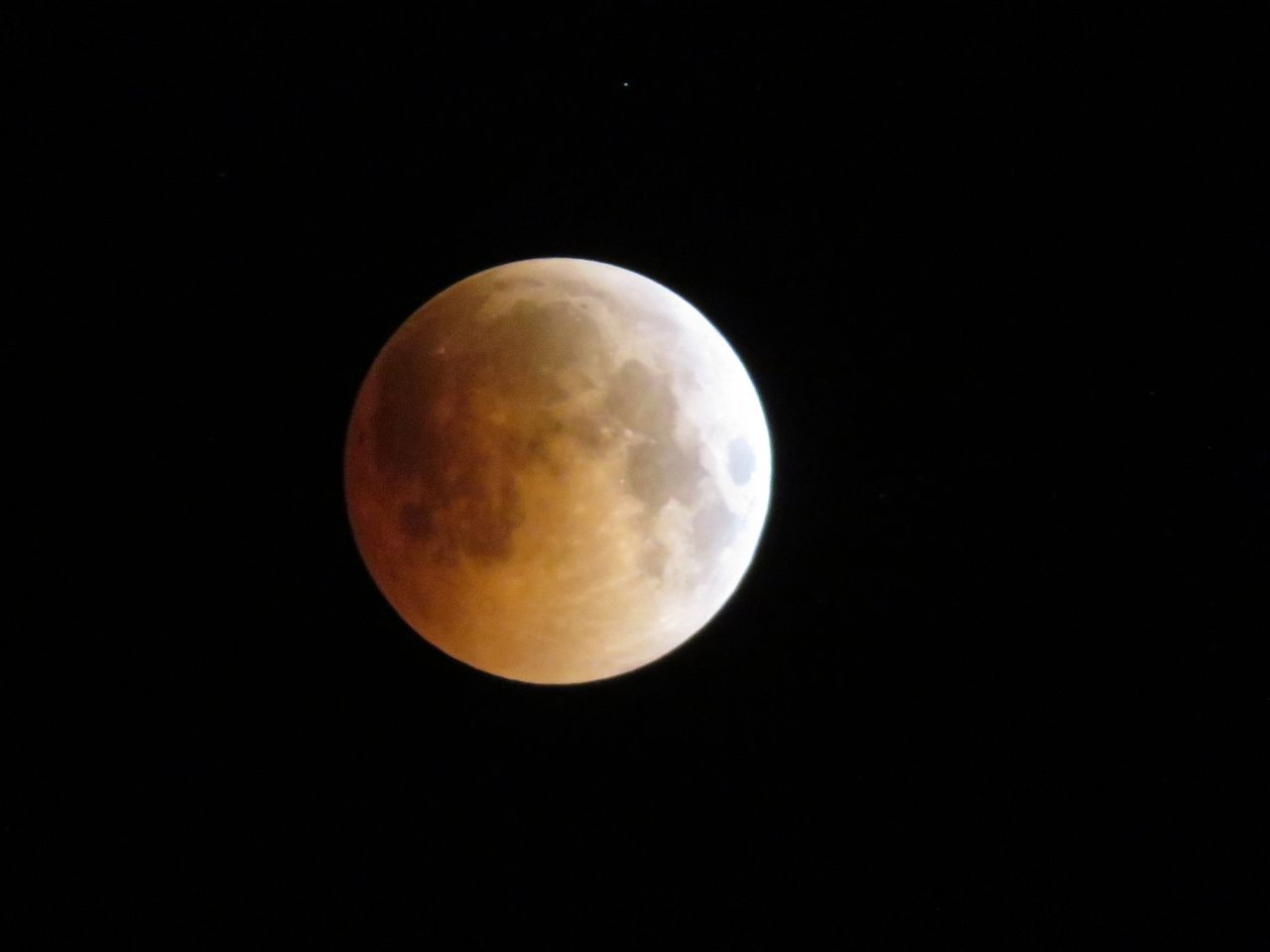
Tashkent, Uzbekistan
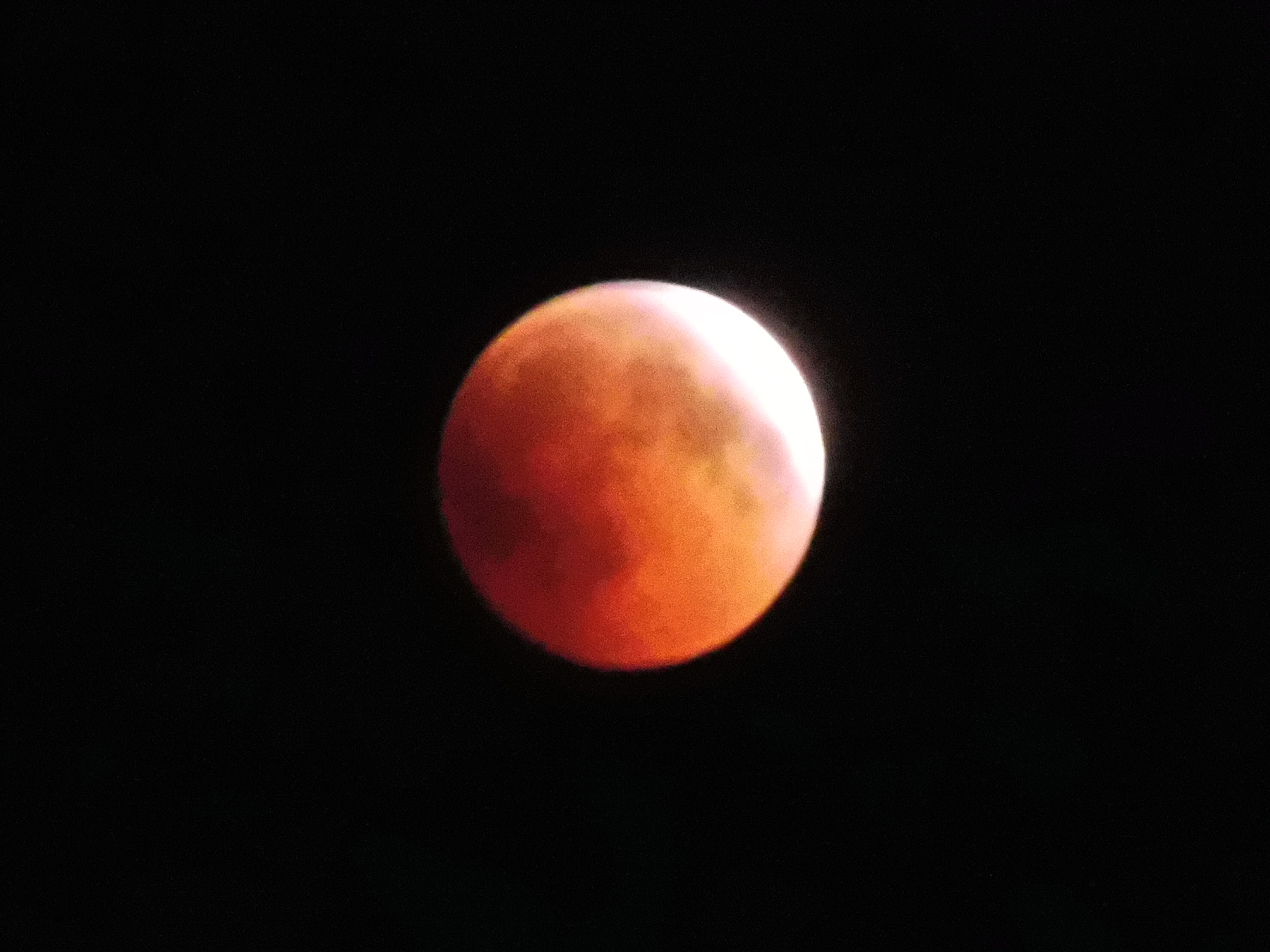
Gerusalemme
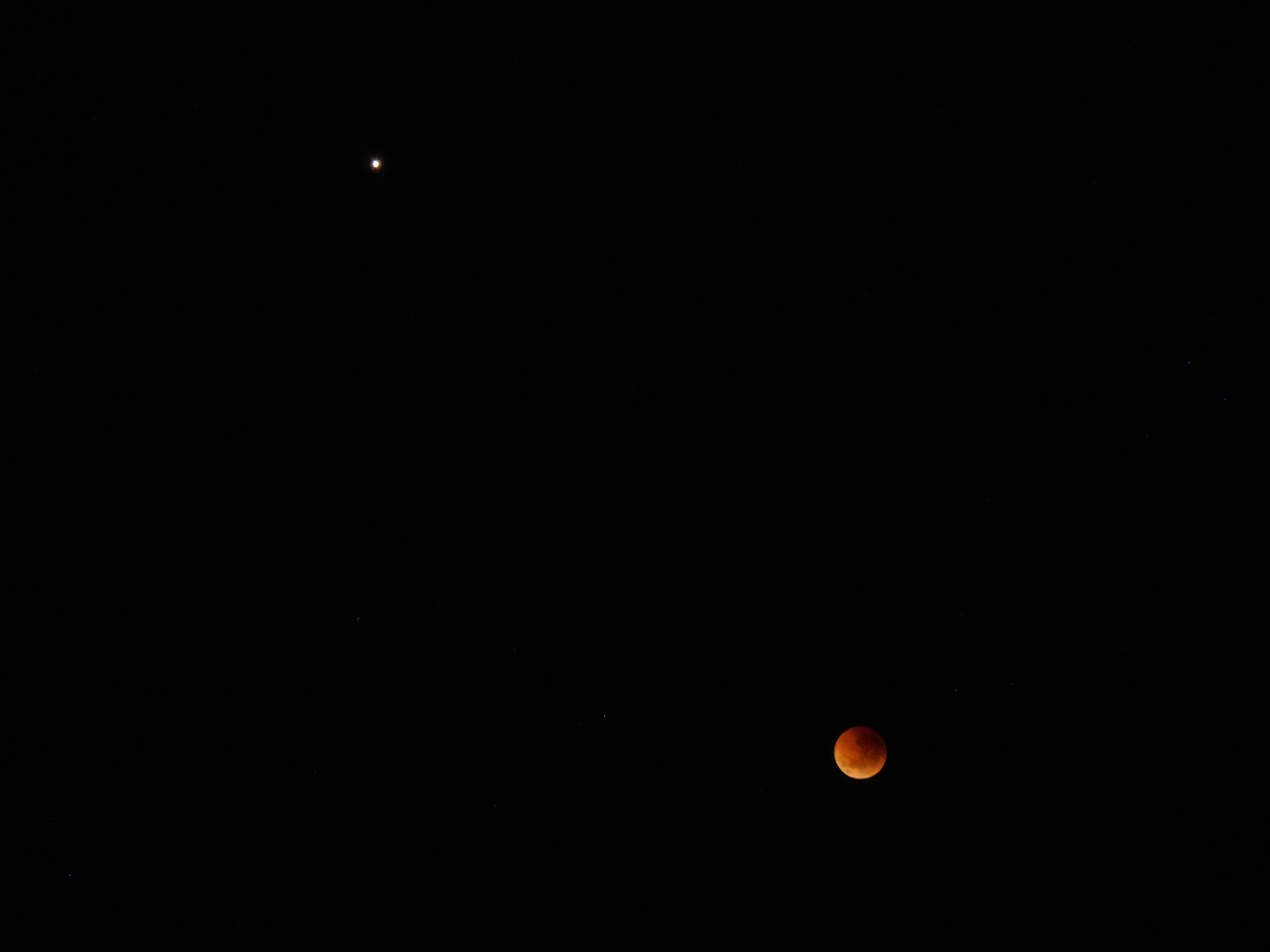
Victoria, Australia
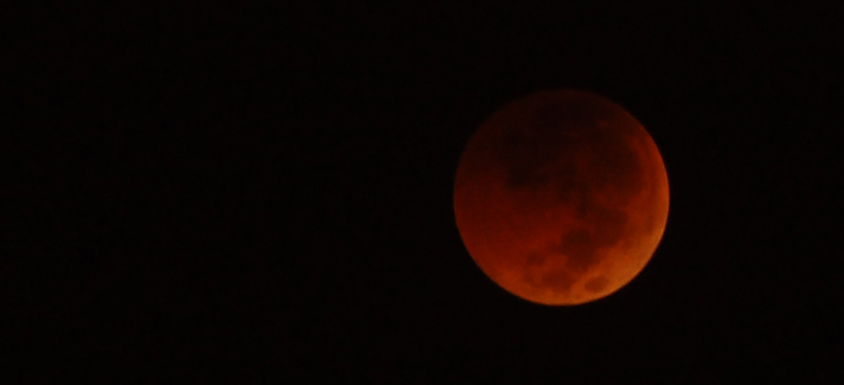
Davao City, Filippine
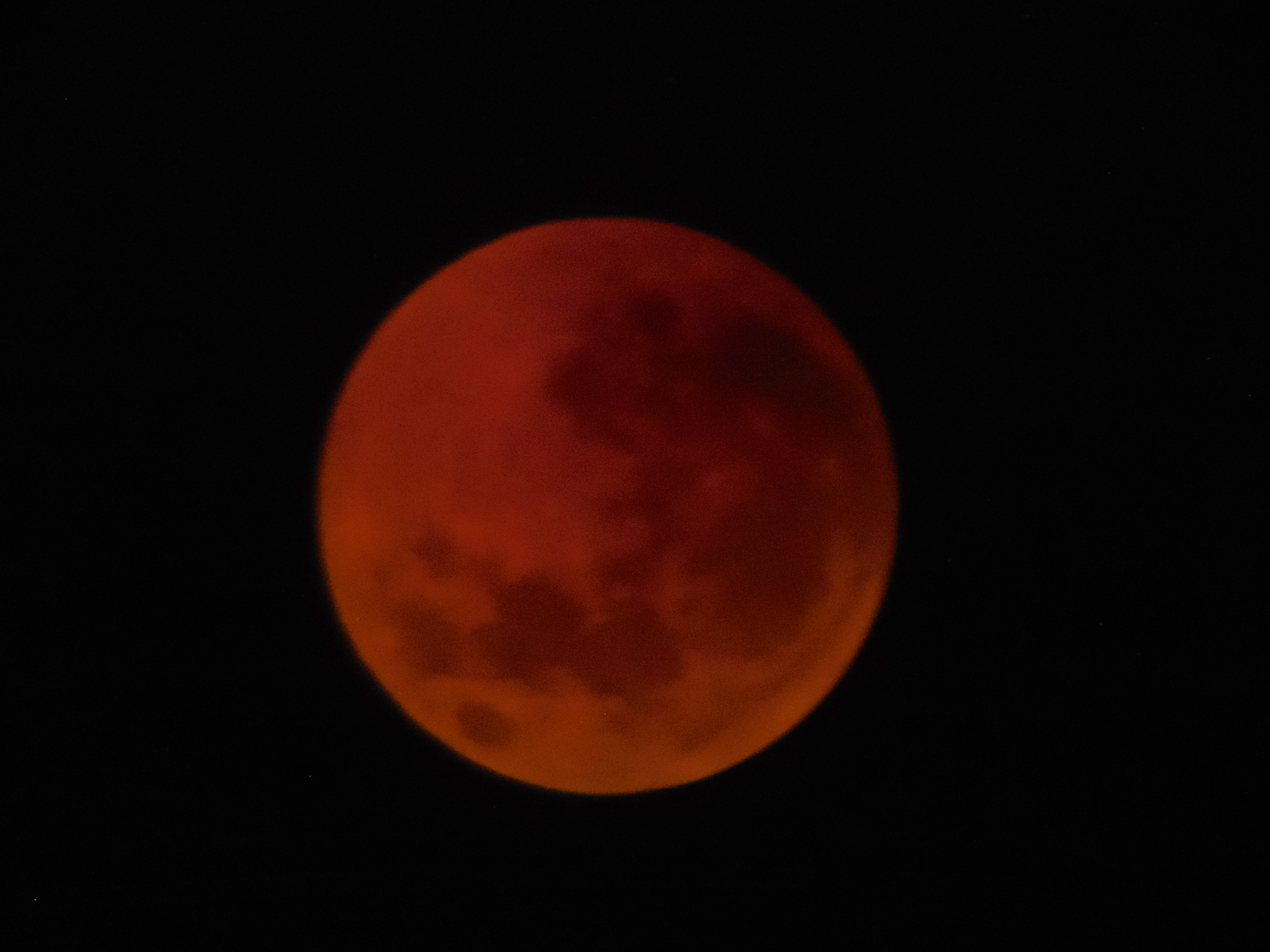
Victoria, Australia
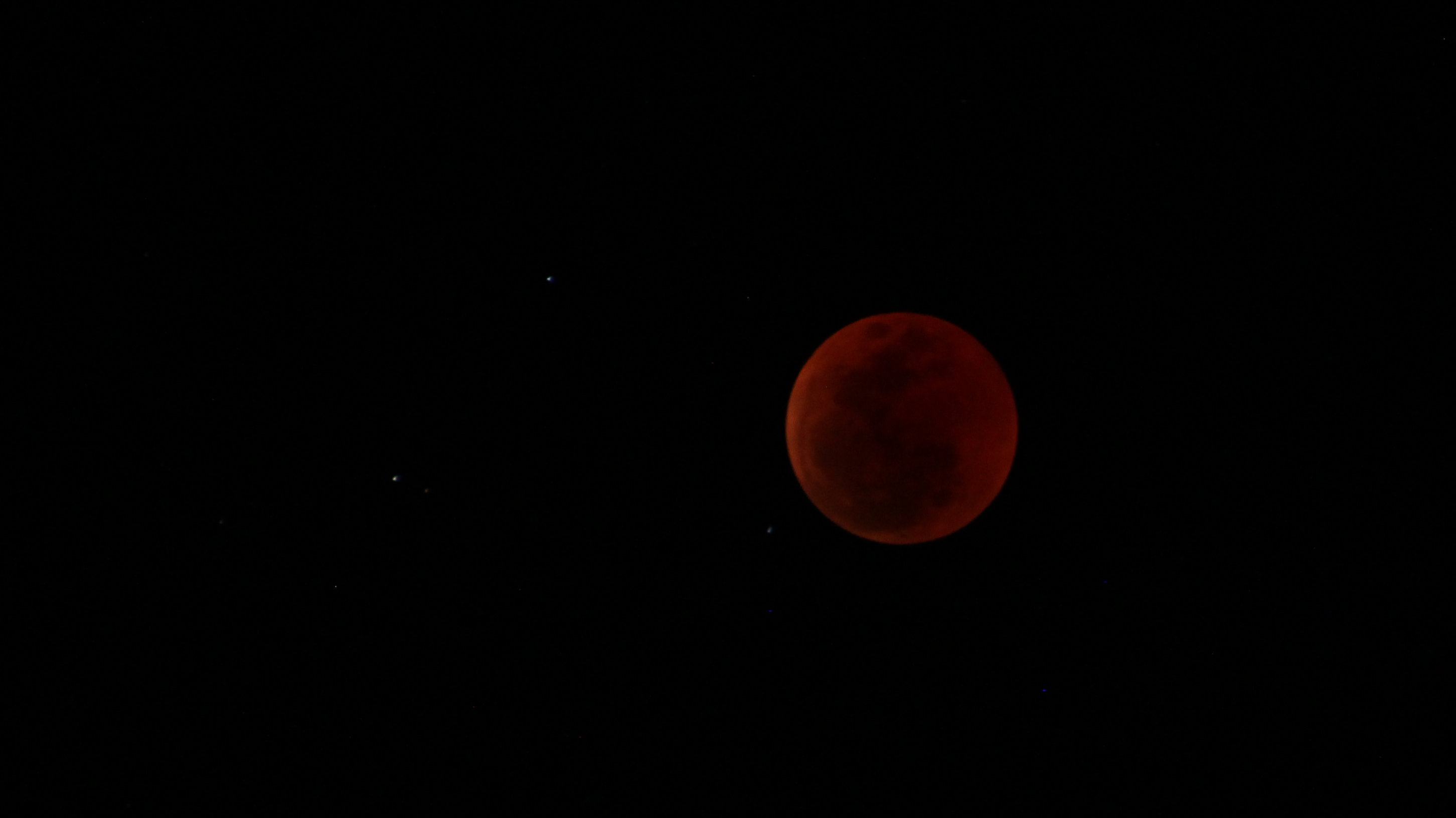
Gaborone, Botswana
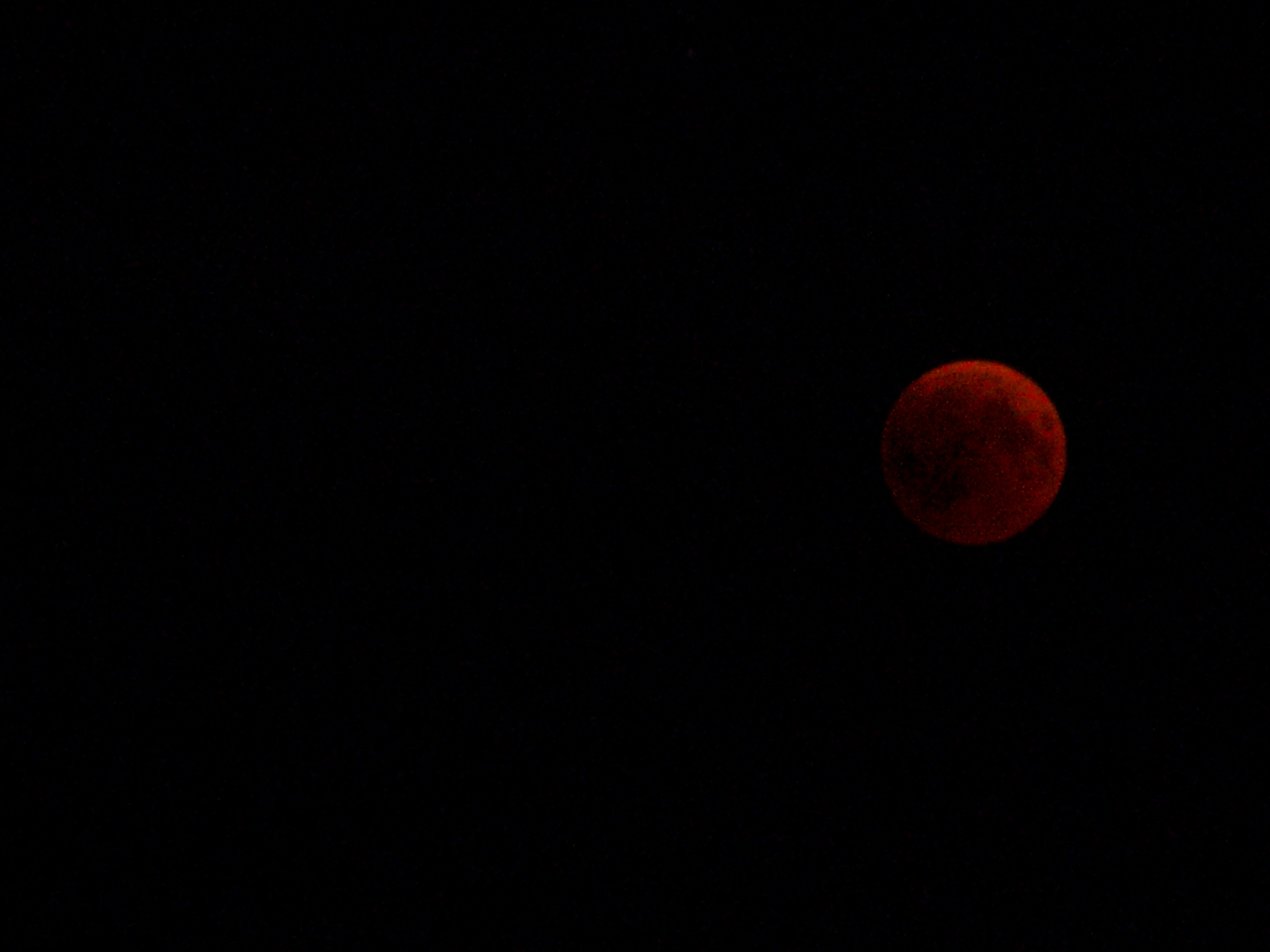
Bączal Górny, Polonia
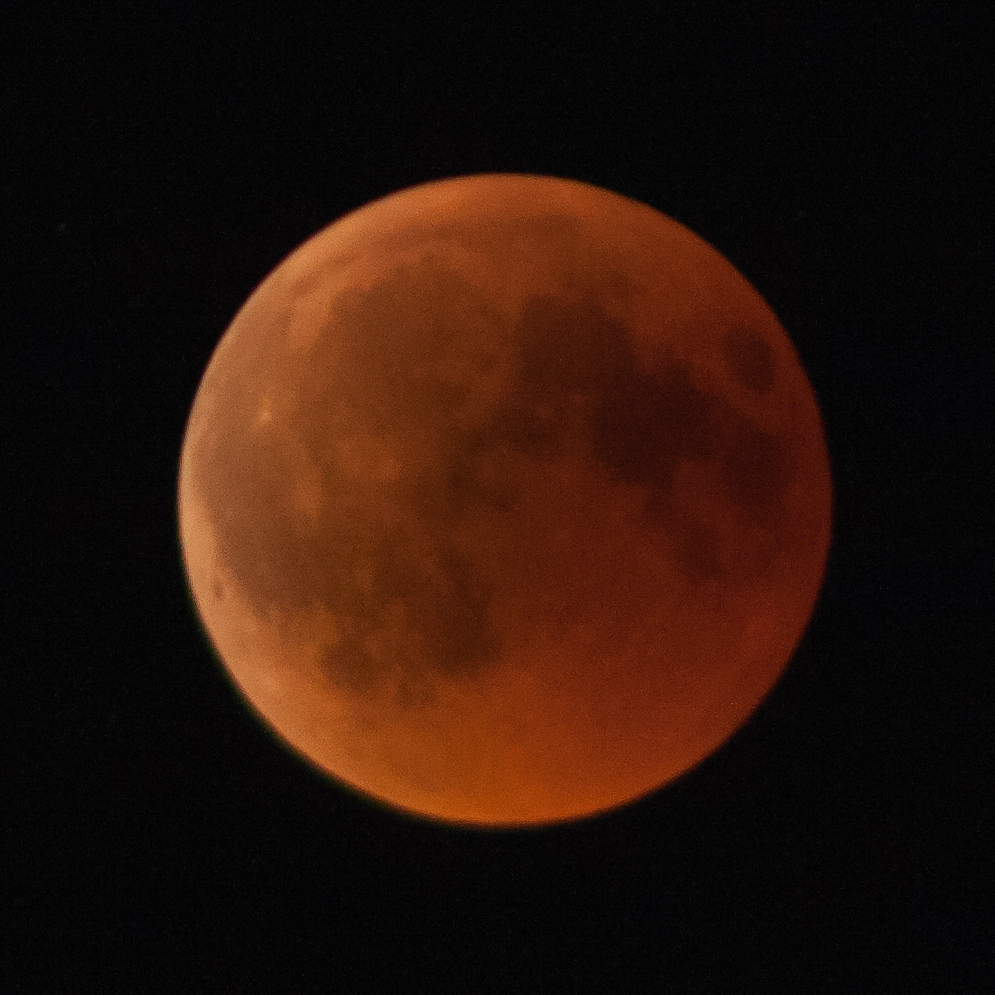
Lonsee, Germania
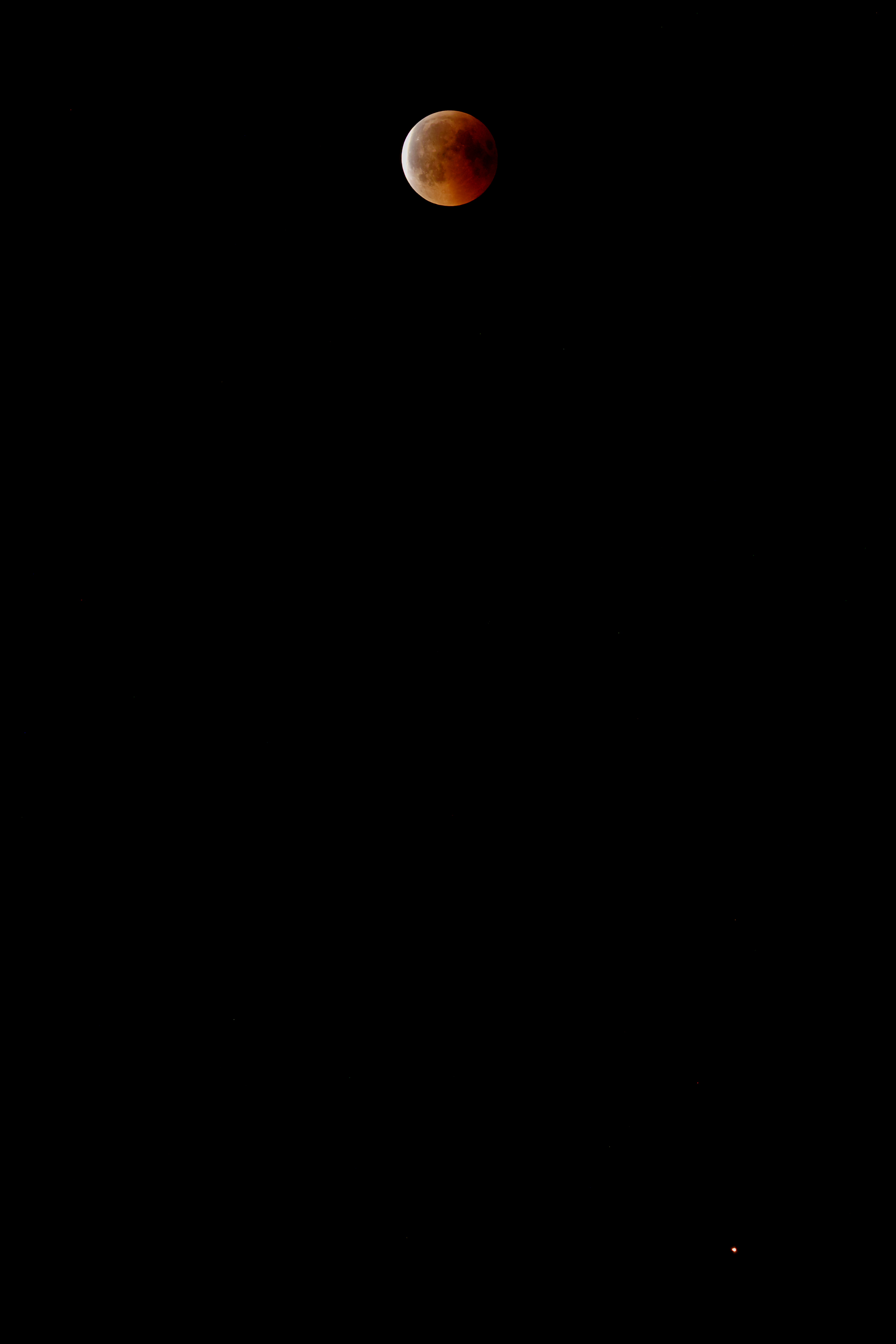
Berlino, Germania
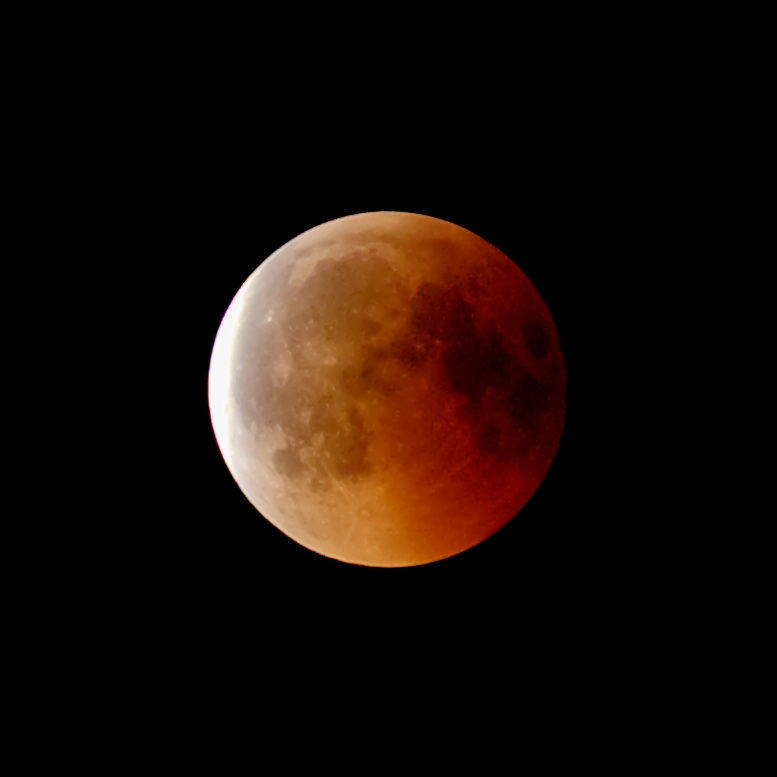
Berlino, Germania
Varsavia, Polonia